# Index für die digitale Wirtschaft und Gesellschaft
Der Index für die digitale Wirtschaft und Gesellschaft (englisch Digital Economy and Society Index, DESI) fasste von 2014 bis 2022 verschiedene Indikatoren zum Stand der Digitalisierung in der Europäischen Union zusammen und stellte die Fortschritte der EU-Mitgliedstaaten im Bereich der Digitalisierung dar.
Deutschland stand 2022 im DESI unter den 27 Mitgliedstaaten an 13. Stelle, Österreich auf Platz 10.

## Rangliste 2022
| Position | Land         |
| -------- | ------------ |
| 1.       | Finnland     |
| 2.       | Dänemark     |
| 3.       | Niederlande  |
| 4.       | Schweden     |
| 5.       | Irland       |
| 6.       | Malta        |
| 7.       | Spanien      |
| 8.       | Luxemburg    |
| 9.       | Estland      |
| 10.      | Österreich   |
| 11.      | Slowenien    |
| 12.      | Frankreich   |
| 13.      | Deutschland  |
| 14.      | Litauen      |
| 15.      | Portugal     |
| 16.      | Belgien      |
| 17.      | Lettland     |
| 18.      | Italien      |
| 19.      | Tschechien   |
| 20.      | Zypern       |
| 21.      | Kroatien     |
| 22.      | Ungarn       |
| 23.      | Slowakei     |
| 24.      | Polen        |
| 25.      | Griechenland |
| 26.      | Bulgarien    |
| 27.      | Rumänien     |

Ab 2023 wird das DESI im Rahmen des EU-Strategieprogramms Digitale Dekade 2030 in den Bericht über die Digitale Dekade integriert. Mit dem Index erfasst und bewertet die EU die Performance der EU-Mitgliedsstaaten in vier Dimensionen:
- digitale Kompetenzen
- digitale Infrastruktur
- digitale Transformation von Unternehmen
- digitale Transformation der öffentlichen Verwaltung